# Hilmar Clausen
Hilmar Clausen (Frederiksberg, 4 aprile 1888 – 10 agosto 1951) è stato un attore danese.

## Biografia
Clausen nel 1908 ha lavorato nel Frederiksberg Morskabsteater. Dal 1914 al 1916 divenne co-regista di Holger Rasmussen. Ha debuttato come attore nel cinema nel 1908 e ha recitato fino al 1916, il più delle volte in ruoli secondari.

## Filmografia

### Cinema
- Den heldige Frier, regia di A. James Gee - cortometraggio (1908)
- Massösens offer, regia di Alfred Lind - cortometraggio (1910)
- Det farlige Spil, regia di Eduard Schnedler-Sørensen (1912)
- Manegens stjerne, regia di Leo Tscherning (1912)
- En historie om kaerlighed, regia anonima - cortometraggio (1912)
- To Søstre, regia anonima - cortometraggio (1912)
- De uheldige Friere, regia anonima - cortometraggio (1912)
- Den glade løjtnant, regia di Robert Dinesen (1912)
- Gøglerens Datter, regia di Leo Tscherning - cortometraggio (1913)
- Scenen og livet, regia di Robert Dinesen (1913)
- Det store derbyløb, regia anonima - cortometraggio (1913)
- Lyset der svandt, regia anonima - cortometraggio (1914)
- Fædrenes synd, regia di August Blom - cortometraggio (1914)
- Tøffelhelten, regia di Robert Dinesen - cortometraggio (1914)
- Flyverspionen, regia di Alexander Larsen (1915)
- Den sidste Nat, regia di Robert Dinesen (1915)
- Drankersken, regia di Hjalmar Davidsen (1915)
- To Mennesker, regia anonima (1916)